# Psammitis deichmanni
Psammitis deichmanni is een spinnensoort uit de familie van de krabspinnen (Thomisidae).
De wetenschappelijke naam van de soort werd in 1898 als Xysticus deichmanni gepubliceerd door William Sørensen.